# عبد الملك منصور المصعبي
البروفسور عبد الملك منصور المصعبي دبلوماسي وسياسي يمني، ولد في 1952 بمحافظة ريمة أديب وكاتب ومحلل سياسي أستاذ في القانون وعلم الاجتماع، وأمين عام جماعة الإخوان المسلمين في اليمن سابقا، وكان مندوب اليمن الدائم لدى الجامعة العربية حتى مارس 2011 عندما أعلن دعم لثورة الشباب اليمنية مما أدى لقيام علي عبد الله صالح بإستبداله  في 25 سبتمبر 2011 اتهم منصور علي عبد الله صالح بإرسال فرقة اغتيال لقتله في منزله في القاهرة.

## الدراسات العليا
حاصل على دكتوراة من جامعة تونس المنار في علم الإجتماع عام 2007 و من جامعة صنعاء في العلوم الإسلامية عام 2000 ومن جامعة صنعاء حصل على الماجستير 1995 والبكلاريوس 1977 في الدراسات الإسلامية .

## مناصب تولاها
- السفير المندوب الدائم للجمهورية اليمنية لدى جامعة الدول العربية، 2008 – 2011
- سفير الجمهورية اليمنية لدى الجمهورية التونسية، 2002 – 2006.
- عضو مجلس الشورى اليمني، رئيس لجنة حقوق الإنسان والحريات العامة ومنظمات المجتمع المدني في مجلس الشورى اليمني، 2001 – 2002.
- وزير الثقافة والسياحة، 1997 – 2001.
- الأمين العام المساعد لشئون الفكر و الثقافة و الاعلام، المؤتمر الشعبي العام ، 1995 – 1997.
- رئيس الدائرة السياسية و العلاقات الخارجية، المؤتمر الشعبي العام، 1993 – 1995.
- رئيس الدائرة التنظيمية، المؤتمر الشعبي العام، اليمن، 1990 – 1993.
- مستشار الرئيس علي عبد الله صالح ، 1990 - 1994.
- رئيس الجهاز المركزي للرقابة والمحاسبة (اليمن)، 1989 – 1990.
- نائب وزير وزارة الأوقاف والإرشاد (اليمن)، 1982 – 1989.
- عضو لجنة الحوار الوطني، 1980 – 1982.
- وكيل وزارة التربية و التعليم (اليمن)، 1977 – 1982.
- عضو اللجنة العليا لإنتخابات المجالس المحلية (اليمن)، 1980 – 1990.
- أمين عام جماعة الإخوان المسلمين في اليمن نهاية السبعينيات حتى عام 1982.
- المسؤل السياسي لجماعة الإخوان المسلمين في اليمن منذ منتصف السبعينات حتى 1982.
- رئيس دائرة الفكر والدعوة بالهيئة العلمية التربوية 1975-1978.

## مهام واهتمامات
- أستاذ بجامعة صنعاء، 1988 – 2002.
- مؤسس (2001) و رئيس مؤسسة المنصور الثقافية للحوار بين الحضارات، 2001 – حتى الآن.
- عضو المجلس العلمي للموسوعة اليمنية، مؤسسة العفيف الثقافية، اليمن، 2000 – حتى الآن.
- عضو هيئة تدريس معهد الميثاق الوطني (اليمن) ، 1982 – 1990.
- عضو المجلس الأعلى لجامعة صنعاء ، 1987 – 1990.
- عضو الهيئة العلمية لتقنين أحكام الشريعة الإسلامية، اليمن.

## المؤتمرات و الندوات
ألقى محاضرات وشارك في ندوات و مؤتمرات في عديد البلدان مثل : الأردن ، الإمارات العربية المتحدة، ألمانيا، إيران، البحرين، بريطانيا، تونس، الجزائر، سوريا، السودان، فرنسا، الكويت،المملكة العربية السعودية، المغرب، مصر، هولندا، الولايات المتحدة الأمريكية، اليابان. و منها:
- السمنار الأول: حوار الحضارات بين اليابان و العالم الإسلامي، البحرين، 2002.
- السمنار الثاني: حوار الحضارات بين اليابان و العالم الإسلامي، طوكيو، اليابان، أكتوبر 2003.
- السمنار الرابع: حوار الحضارات بين اليابان و العالم الإسلامي، تونس، يناير 2006.
- القمة العالمية حول مجتمع المعلومات، نوفمبر 2006.
- الديموقراطية و العلمانية في المجتمع المتعدد الأديان و الثقافات، جامعة سيانا، إيطاليا، سبتمبر 2004.
- نحو خطاب إسلامي معاصر، جامعة المنصورة، مصر 2004.
- الشرق و الغرب نحو فهم أفضل، الكويت، ديسمبر 2003.
- الإسلام و حوار الحضارات، جامعة المنصورة، مصر، فبراير 2002.
- الحوار العربي الروسي، تونس، يونيو 2003.
- الشرق و الغرب حوار أم صراع، كرسي بن علي للحوار بين الحضارات و الأديان، تونس، فبراير 2003.

## الكتب و الدراسات
| - البغي السياسي : دراسة في النزاع السياسي المسلح. - تأصيل حقوق الإنسان : منظور إسلامي. - فقه الأصول والاجتهاد: الشوكاني نموذجا. - ظاهرة الهجرة اليمنية. - اجتهاد الرسول صلى الله عليه و سلم. - تأملات. - الأوقاف و الإرشاد في موكب الثورة. - إدراة التنوع الثقافي: من الحفاظ إلى التزكية. - الآخر و حقوقه من المنظور الإسلامي. - الإعلام الثقافي الإسالمي الرشيد: خصائصه و متطلباته. - التصور الإسلامي للعلاقة مع الآخر. - الحوار الإسلامي مع الأديان التوحيدية الأخرى: الخلفيات و الآفاق. - حوار الحضارات، التصور النظري و التنفيذي. - الدور الثقافي للجامعات. - الشرق و الغرب: حوار أم صراع؟ - العولمة و المشروع الثقافي العربي، تحديات المستقبل. - الفكر العربي المعاصر و رهان الحوار. - الحقوق الزوجية في الشريعة الإسلامية. - آداب اجتماعية (الدعوة، الزيارة، الدعاء... إلخ). - جريمة الزنا. - الفن في ميزان الإسلام. - المتغيرات الاجتماعية و فقه النّص الديني. - التواصل الثقافي العربي- العربي. - تداعم الإسلام و الديموقراطية. - خواطر حول وحدة الإنسان و تنوع البشر. - ثقافة السلم ضرورةٌ: مفهومها و آفاقها. - حوار الحضارات: المفهوم و المقومات. | - الصحراء و مستقبل الإنسان العربي. - عالمية الإسلام و السلام العالمي. - قيم التضامن و مقتضيات السلم العالميّ . - مستقبل المجتمع البشريّ . - من خطاب الإستشراق إلى تفاعل الثقافات. - موسوعة السيرة النبوية. - نحو تطوير العمل العربي المشترك. - نزيف الكفاءات- حالة الدول العربية و الإسلامية. - حول مفهوم الوسطيّة. - مشاركة الشباب العربي في قضايا المجتمع. - الصراع و الحوار من منظور الإسلام. - العلاقات الدولية في الإسلام. - مكانة و دور الحوار الثقافي في بناء الحضارة الإنسانية المشتركة. - العلاقة بين مفردتيّ الحوار و الحضارة. - خصائص الخطاب الإسلامي المعاصر. - دور البعد الثقافي في التفاعل بين الحضارات. - حوار الحضارات التفاعل السلمي. - نحو إعادة قراءة التراث الفكري العربي. - الرقابة، محمودها و مذمومها . - جدلية العلاقة بين النخبة و الجمهور العربي. - الإسلام و العولمة. - التعايش و التفاعل بين الدول العربية و الإسلامية و اليابان. - المرأة العربية و المشاركة السياسية. - تبسيط أحكام الصيام. - أصول موقف الإسلام من الآخر. - مقاربة حول التنشئة السياسية و دورها في تنمية المجتمع. - اللغة العربية في الدراسات الجامعية. - البحث العلمي في الجامعات العربية. |

## مؤسسة المنصور لحوار الحضارات
أسس المؤسسة في العام 2002 و يرأسها منذ ذلك الوقت و هي مؤسسة ثقافية دولية غير حكومية تنشط في العمل الفكري و الثقافي بهدف ترسيخ نهج الحوار الحضاري و الثقافي و الديني 

## وصلات خارجية
مؤسسة المنصور الثقافية للحوار بين الحضارات نسخة محفوظة 12 يناير 2018 على موقع واي باك مشين.